# Treehouse of Horror XXXIII
«Treehouse of Horror XXXIII» (с англ. — «Домик ужасов на дереве 33») — шестая серия тридцать четвёртого сезона мультсериала «Симпсоны». Впервые вышла 30 октября 2022 года в США на телеканале «Fox». Это первый эпизод «Treehouse of Horror», в котором нет опенинга, вместо этого он просто открывается книгой эпизода, прежде чем перейти прямо к первому сегменту.

## Сюжет

### The Pookadook (сангл.—«Пукадук»)
Мардж собирается прочесть сказку на ночь Мэгги. В поисках книги для чтения ей постоянно появляется книга «Пукадук», хотя Мардж не знает, откуда она взялась. Мардж решает прочесть книгу. Однако она оказывается слишком страшной, поэтому Мардж перестает её читать и возвращает обратно на полку.
Позднее в ту ночь Мэгги пробуждает Мардж своим криком. Мать забегает в комнату и обнаруживает, что малышка боится книги «Пукадук», которая каким-то образом попала в её кроватки. Мардж с Мэгги рвёт и выбрасывает книгу. На следующее утро раздаётся грохот в дверь. Мардж открывает дверь и находит на пороге «Пукадука», поклеенного. Мардж бросает книгу в барбекю и сжигает её. Из огня вылетает страница, из которой Мардж узнаёт, что книга хотела, чтобы Мардж сожгла её. Когда Мардж пытается получить книгу, она вдыхает дым от пепла и Пукадук захватывает Мардж.
Демон решает убить Мэгги, но остальная семья мешает, поэтому Мардж отправляет остальных Симпсонов ночевать в аквариуме. Пукадук пытается убить Мэгги, но девочка убегает и прячется в подвале. С помощью вещей для детей и игрушек Мэгги ловит Пукадука.
Пукадук просыпается и обнаруживает, что связан. Мэгги пытается вернуть Мардж. Дочь показывает подарки Мардж, семейные альбомы, но Пукадуку безразлично, потому что Мардж от них на самом деле не была счастлива. Впоследствии Пукадук вырывается, Мэгги убегает, но от безысходности падает в объятия Пукадука. Когда малыши касаются щеки Мардж, мать наконец-то выкашливает Пукадука, а его дух собирает пылесосом. Когда Мардж и Мэгги успокаиваются, Гомер и дети возвращаются домой после того, как дети заболели.

### Death Tome (сангл.—«Том смерти»)
Стилизованная под аниме пародия на «Тетрадь смерти». Лиза видит ужасные вещи в городе. Под её ноги с неба падает «Том смерти». Лиза берет книгу и начинает читать её правила, говорящие, что книгу можно использовать для убийства людей. Лиза думает, что это просто шутка, но все равно кладет книгу в сумку. Вернувшись домой, Мардж смотрит новости по телевизору, где сообщают о Змее, который взял в заложники Интернет-звезду кота Тофу. Лиза решает попробовать книгой убить Змея сердечным приступом. Как ни странно, это сработало.
Когда девочка поднимается в комнату, её встречает Стив Джонсон, Синигами, которого видит только Лиза. Стив говорит девочке, что теперь, когда она использовала книгу, книга её.
Когда Лиза снова спускается вниз, мистер Бёрнс рассказывает семье, что планирует затопить большую часть мира своей компанией «Globo-Warm». Чтобы спасти мир, Лиза решает убить Бёрнса опять же книгой. Когда Стив Джонсон отмечает, что у «Globo-Warm» также есть огромный совет преданных работников, Лиза берётся за работу, убивая их всех.
Вскоре новости сообщают об убийствах и анонимном информаторе, известном как L, говорит, что для убийств, вероятно, кто-то использовал сверхъестественную книгу. Лиза впадает в ярость и решает убить L. Она выясняет, что L — или же «El Barto» — это её брат Барт, и сталкивается с ним. Когда Лиза начинает записывать имя Барта в книгу, Барта это шокирует. Лиза понимает, что книга испортила её, и убивает Стива Джонсона. Когда Лиза празднует свою новую свободу, она превращается в следующего Синигами…

### SimpsonsWorld (сангл.—«Мир Симпсонов»)
Пародия на «Мир Дикого Запада». Когда Гомер становится кондуктором монорельса, неожиданно в сцене появляются двое молодых людей. Один из них вливает пиво в горло Гомера, поэтому он начинает работать неисправно и ударяется головой. Оказывается, это робот из парка развлечений, и Гомер теперь застрял на своих коронных фразах из сериала.
Неисправная работа Гомера вывозится на ремонт. Однако он просыпается и оказывается в незнакомой лаборатории. Гомер находит планшет, с помощью которого сотрудники меняют искусственный интеллект роботов, и максимально повышает свое самосознание. Работники парка говорят Гомеру, что собираются его разобрать, и он не может нарочно им повредить. Однако Гомер случайно опрокидывает стол с инструментами и убивает работников. Затем Гомер убегает искать свою семью.
Гомер пробуждает всех роботов Симпсонов и они покидают заведение. Когда они гуляют по Спрингфилду, пара посетителей парка говорит Гомеру сделать мем с живоплодом. Гомер делает это неохотно, но затем Барт выключает мероприятие Гомера по сохранению людей. В результате, Гомер толкает посетителей в живую изгородь, убивающую их. В парке срабатывает сигнал тревоги, и многие роботы Ральфов Виггамов пытаются остановить беглецов Симпсонов. Они попадают в окружение, но Мардж появляется в Canyonero и спасает их. В результате Симпсоны убегают из парка.
В «Закусочной Боба», когда Симпсоны обсуждают свои планы на будущее, их обслуживает Линда Белчер. Камера удаляется и показывает, что они в Стране Бургеров Боба, поскольку есть множество других тематических парков на основе мультсериалов.

## Производство
В сегменте-обрамлении Кэнг и Кодос читают настоящую книгу с живыми движениями. Сценаристка и сошоураннер серии Кэролин Омайн сказала, что для перемещения книги и щупалец инопланетян кадр за кадром была использована технология увлечения движения. К созданию сцен присоединилась студия «The Chiodo Brothers» и аниматоры «Симпсонов» Майк Андерсон и Том Кляйн
Анимация эпизода «Том смерти» была сделана южнокорейской студией DR Movie, которая помогала с анимацией оригинальной «Тетради смерти».

## Культурные отсылки
- Первая часть эпизода является пародией на хоррор «Бабадук»[1].
- Список имён руководителей «Globo-Warm» взят из японской buhs «Fighting Baseball»[3].
- Кот Тофу, пародия на Мару, прыгает в коробку мистера Спаркла[4].

## Отзывы
Во время премьеры на канале «Fox» серию просмотрели 3,95 млн человек с рейтингом 1.3, что сделало его самым популярным шоу на канале «Fox» в ту ночь, и третьим — среди всех каналов.
Тони Сокол из «Den of Geek» дал эпизоду четыре звезды, заявив, что «„Симпсоны“ продолжают выносить своих аниматоров к новым качествам творческого видения, и этот эпизод подчеркивает разностороннее отображение тьмы… Он попадает во все ритмы, пропускает некоторые удары и делает социальные комментарии, не становясь слишком серьёзным».
Мэтью Свигонски из «Bubbleblabber» поставил эпизоду 9 баллов из 10, заявив, что:
Это была отличная версия классического хэллоуинского эпизода «Симпсонов», и она вас не разочарует. Каждый сегмент оставался верным своему исходному материалу, предлагая свой собственный уникальный поворот. Изюминкой эпизода должен быть «Мир Симпсонов», который вернул многие любимые фанатами моменты в эпическом стиле «Мира Дикого Запада». Этот эпизод подарит фанатам ровно столько крови, смеха и ностальгии, сколько нужно, чтобы они оставались в домике на дереве как минимум ещё год.
Ноа Левин из «Bloody Disgusting» поставил эпизоду 4 балла из 5, заявив, что «„Симпсоны“ продолжают развлекать этими пугающими частями каждый год. В то время как ограниченное время выполнения часто укорачивает фраки многих сегментов, творческий и уникальный подход к каждому из этих мини-рассказов ужасов никогда не перестаёт радовать».